# Kardok vihara
A Kardok vihara (eredeti címe: A Storm of Swords) George R. R. Martin A tűz és jég dala című fantasy regényciklusának harmadik kötete.
A történet ott folytatódik, ahol az előző rész befejeződött. Az Öt Király Háborúja elérkezett a tetőpontjához. Észak ifjú királya eddig minden csatájában veretlen, azonban a Lannister-ház szövetségre lépett a Tyrell-házzal, és a Martell-ház is ígéretet tett Joffrey király támogatására. A feketevízi csata elvesztése után Stannis Baratheon visszavonult Sárkánykőre, ahol Tengerjáró Davos segítségével rájön, hol is dúl az ő háborúja és ki a valós ellensége.
Északot Balon Greyjoy uralja, a vasemberek elzárták az utat északra a Cailin-ároknál. Mance Rayder és a vadak serege a Fal ellen vonul, melyet a kis létszámú Éjjeli Őrség nem tud megállítani. Havas Jon is a vadak közt menetel, melynek során megszegi az Éjjeli Őrségnek tett esküjét. Ám közeleg a valódi ellenség is, mely a síron túlról érkezik...
Daenerys Targaryen útban van Pentos felé, abban a reményben, hogy visszanyerheti trónját most, hogy a királyságban anarchia uralkodik. Ám útja a Rabszolga-öböl felé vezet...

## A történet
A Kardok vihara több történetszálat vonultat fel egy időben.

### A Hét Királyság déli részén
Tengerjáró Davost partra veti a tenger, miután a feketevízi csatában a futótűz porrá égette hajóját. Sallador Saan segítségével eljut Sárkánykőre és azt tervezi megöli Melisandre-t, akit a csata elvesztéséért hibáztat. Mikor megérkezik, azonnal elfogják és árulás vádjával börtönbe vetik, mivel Melisandre a lángokban látta előre érkezését és gyilkos szándékát. A vörös papnő meglátogatja és elmondja, hogy a csata azért veszett el, mert Davos rábeszélte a királyt, hogy az asszonyt ne vigyék magukkal. Azt is elmondja, hogy a Hét nem a valós isten, csakis két isten van: R'hllor, a Fény Ura, a Tűz és a Másik, a Sötétség Ura, a Jég, akinek a nevét nem szabad kiejteni és akivel a háború dúl az idők hajnala óta.
Királyvárban Sansa Stark még mindig fogoly. Megismerkedik a Tyrellekkel, a Töviskirálynéval és összebarátkozik unokájával Margaery-vel, aki Joffrey király új jegyese lett, a feketevízi csata után a Tyrell-ház segítségnyújtásának köszönetképp. Sansa öröme azonban rövid életű, ugyanis hozzáadják Tyrion Lannisterhez, így ha Robb Stark-kal valami történne, Észak kulcsa a Lannistereké lesz. Tyrion biztosítja Sansát, hogy ameddig ő nem akarja, nem fogja ágyba vinni és teherbe ejteni. A győzelem ellenére, a Tullyk és a Starkok még mindig lázadnak és sorra nyerik a csatáikat. Robb Stark támadást indít Alkonyvölgy ellen, melyet Randyll Tarly, Mace Tyrell parancsnoka véd. Balon Greyjoy szövetséget ajánl Tywin Lannisternek, hogy segít leszámolni a Starkokkal, cserébe csak Északot akarja. Tywin ezt visszautasítja, ugyanis egy másik tervet kovácsol, mely nem kerül a fél birodalomba.
Sárkánykőn Davos Találkozik Viharos Edric-kel, Robert Baratheon fattyú fiával, akit Stannis gyámság alá vett. Davos elborzad, mikor megtudja, hogy Melisandre fel akarja áldozni a fiút, hogy felébressze a kősárkányokat, a hatalmas szobrokat, melyek a kastélyt őrzik, hiszen a fiúban királyi vér folyik, melyben erő rejlik. Stannis visszautasítja ezt, helyette három piócát dob a tűzbe, melyek a fiú vérével vannak tele, és a bitorlókat küldi e módon a halálba: Balon Greyjoyt, Joffrey Baratheont és Robb Starkot.
Kisujjt Tywin Lannister Arryn Völgyébe küldi, hogy Lysa Arrynt házasság útján a korona mellé állítsa. Tyriont aggasztja Kisujj növekvő hatalma, ám nem tudja megállítani.
Királyvárba eljut a hír, hogy Robb Starkot, Catelyn Tullyt és a Stark-sereget meggyilkolták a Vörös Nászon az Ikrekben, ahol Edmure Tully feleségül vette Walder Frey egyik lányát, az új szövetség megkötése érdekében. Robb Stark holttestére felvarrták rémfarkasa fejét, Catelyn Tullyt pedig meztelenül a Zöld Ágba vetették. Ezt követően Balon Greyjoy halálhíre is eljutott a fővárosba, akit Pyke-on lesöpört a hídról egy erős hullám. Joffrey és Margaery esküvője megrendezésre kerül, ám a király Tyrion nagybátyja megalázására több időt fordít. Hirtelen Joffrey fulladozni kezd, majd szörnyethal. Tyrion ekkor eldobja a kelyhet, melyből a király ivott, majd Cersei elfogatja, mint a király gyilkosát és börtönbe veti. Sansa Stark még időben kimenekül a lakomáról. Sansát Ser Dontos kicsempészi a várból, majd hirtelen Kisujj hajóján találja magát, aki el akarja vinni őt a Sasfészekbe. Azt is elárulja, hogy ő a felelős Joffrey haláláért.
Tengerjáró Davos megtanult olvasni és írni. Egy nap egy levél kerül a kezébe az Éjjeli Őrségtől, akik segítséget kérnek minden királytól a vadak támadása ellen. Melisandre végül meggyőzi a királyt Viharos Edric megégetéséről, azonban Davos kicsempészi a fiút Sárkánykőről. Stannis mikor elítélné Davost, az előveszi a levelet és megmutatja a királynak. A hír elszédíti a királyt, mi több a vörös asszonyt is.
Jaime és Brienne elérik Királyvárt. Tommen immár a király, ám még nem koronázták meg. Tyriont bíróság elé állították, ahol mindenki ellene vallott. Jaime a Királyi Testőrség parancsnoka lesz. Apja Kaszter-hegy örökösévé akarja tenni, de ő visszautasítja, ahogy Cersei közeledését is, aki továbbra is Tyriont gyanúsítja Joffrey megölésével.
Tyrion küzdelem általi ítéletet kér. Bajnoka Oberyn Martell lesz, Doran Martell herceg testvére, akit bosszúvágy hajt Gregor Clegane iránt, aki megerőszakolta és megölte húgát, Eliát (Rhaegar Targaryen felesége) és gyermekeit. Oberyn leszúrja Gregort mérgezett lándzsájával, ám Clegane utolsó erejével megöli. Tyriont halálra ítélik. Jaime segítségével kiszabadul a börtönből. Jaime elmondja neki, hogy első felesége, Tysha igazából nem szajha volt. Tyrionban harag ébred, azt hazudja Jaime-nek, ő ölte meg a fiát, Joffreyt. Szökés közben felmegy apja szobájába, helyette azonban Shaet találja az ágyban. A szajhát megfojtja, majd az árnyékszéken megtalálja apját, ahol egy számszeríjjal megöli. Majd Varys segítségével talál egy hajót, amely átviszi őt a Keskeny-tengeren.
Jaime Brienne-nek adja Eddard Stark egykori valyriai acélból készült kardját. Megbízza, hogy teljesítse Catelyn Tullynak tett esküjét, keresse meg Sansa és Arya Starkot.
Sasfészekben Kisujj megcsókolja Sansát, mire Lysa Tully féltékeny lesz, megőrül és megpróbálja Sansát kilökni a Hold Ajtaján. Rikácsolása közepette elmondja, hogy Petyr és ő mérgezték meg Jon Arrynt. Kisujj kilöki Lysát az Ajtón és az ott álló döbbent dalnokot, Marilliont hibáztatja.
Merrett Frey-t elfogják a Lobogó Nélküli Testvériség emberei és megvádolják, hogy ő is részt vett a Vörös Nászon történt mészárláson. Merrett bizonyítékot kér, mire egy csuklyás asszony lép elő...

### A Falon és azon túl
Az Elsők Öklén táborozó felderítők három kürtszóra ébrednek, amennyit már nyolcezer éve nem fújtak. Ez csak egyet jelent: Másokat. Szörnyű csatára kerül sor, melyet csak páran élnek túl, akik visszaindulnak a Falra. Útközben Samwell Tarly az Elsők Öklén talált obszidiántőrével megöl egy Mást. Craster Erődjében találnak menedéket, ahol a felderítők fellázadnak és megölik Crastert és a parancsnokukat, Jeor Mormontot. Sam elmenekül Szegfűvel, Craster egyik lányával és feleségével. Az útközben rájuk támadó élőholtaktól egy rejtélyes idegen, Hidegkéz menti meg őket.
Havas Jonnnak sikerül meggyőznie Mance Raydert arról, hogy valóban köpönyeget fordított. Megtudja, hogy a Mások visszatértek, ezért a vadak a Fal túloldalára akarnak vonulni. Mance régóta keresi a Tél Kürtjét, melyet ha megfúj valaki, a Fal elomlik, de nem találta meg. Jon elindul egy kisebb csoporttal és Ygritte-tel, hogy megmásszák a Falat. Túloldalt Jon egy különös torony közelében elhagyja a vadakat és a Fekete Várba siet, ahol felkészíti az Őrséget a vadak támadására. A támadás után sok a halott, köztük Jon szeretője, Ygritte is.
Bran Stark, Jojen és Meera Reed és Hodor elérik Éjvárat, ahol találkoznak a kútból kilépő Samwell Tarlyval és Szegfűvel, akik segítségével átjutnak a Falon és a rejtélyes Hidegkéz segítségével elindulnak megkeresni a háromszemű varjút. Sam visszatér a Fekete Várba és ígéretéhez híven, titokban tarja a történteket.
A vadak negyvenezer fős hadserege Mance Rayder vezetésével közeleg a Falhoz. Az első csatában sokan meghalnak, ám Jon úgy véli, tárgyalni megy. Jon döbbenten veszi tudomásul, hogy Mance mégis megtalálta a Tél Kürtjét és a használatával fenyegetőzik. Ekkor kürtök szólalnak és kitör a káosz. Páncélos lovagok érkeztek a vadak ellen. Zászlajukon lángoló szívben koronás szarvas látható. Stannis Baratheon megérkezett. A vadakat legyőzték és szétkergették, Mance Raydert elfogták. Stannis elmondja, hogy a vadak csak az előfutárai voltak az igazi ellenségnek, a Másoknak, akik Melisandre szerint a R'hllor ellensége, a Másik gyermekei. Stannis új királyság felépítését javasolja Jonnak északon. Az Éjjeli Őrség új parancsnokot választ, Havas Jont.

### Keleten
Útban Pentos felé, Daenerys Targaryen megváltoztatja úticélját és Jorah Mormont javaslatára a Rabszolga-öböl felé indul, ahol rabszolgasereget vásárolhat. Mivel Westeroson a rabszolgaság évezredek óta elítélt, Dany nem szívesen megy bele ebbe. Astaporban csellel megvásárolja a Makulátlanokat, felszabadítja őket, majd három sárkányával felégeti és elfoglalja a várost. Nyolcezres haderejét észak felé vezeti, ahol Yunkai városát is beveszi a Viharvarjak zsoldoscsapat segítségével, felszabadítja a rabszolgákat és új zsoldoscsapatokat fogad fel. Meereen tiltakozásképp 163 rabszolgát keresztre feszít az út mentén. Dany árulókat fedez fel bizalmasai közt: Jorah Mormontot, akiről kiderül, hogy sokáig a Bitrolónak kémkedett és Fehérszakáll Arstant, aki igazából Ser Barristan Selmy, a Királyi Testőrség egykori lovagja. Dany elküldi Mormontot, Selmynek megbocsát és a Királynői Testőrség parancsnokává teszi. Miután Meereent elfoglalták, Dany úgy dönt, hogy nem hagyja Astapor és Yunkai sorsára jutni, ezért itt marad és uralkodik, míg meg nem érik az idő a Westerosra indulásra.

## Főszereplők
A regény egyes szám harmadik személyben íródott, tíz főszereplő, illetve a prológusban és epilógusban egy-egy mellékszereplő szemszögéből látjuk az eseményeket. A könyv főszereplői és fejezeteik száma:
- Prológus: Chett, intéző, a vérebek gazdája az Elsők Öklén
- Arya Stark (13): más néven Arry, Nan, Menyét, Galamb, Sócska
- Brandon Stark (4)
- Sansa Stark (7)
- Catelyn Tully (7): Eddard Stark felesége, öt gyermeke van (Rickon, Bran, Arya, Sansa, Robb)
- Havas Jon (12): Eddard Stark fattyú fia, az Éjjeli Őrség tagja
- Samwell Tarly (5): az Éjjeli Őrség tagja, kövér intéző, Havas Jon barátja
- Ser Jaime Lannister (9): a Királyölő, Tywin Lannister idősebb fia, Cersei Lannister régenskirálynő ikertestvére
- Tyrion Lannister (11): Tywin Lannister második fia, törpe, az Ördögfióka
- Ser Tengerjáró Davos (6): a Hagymalovag, egykori csempész, Stannis Baratheon bizalmasa, a Király Segítője
- Daenerys Targaryen (6): a Viharbanszületett, a Tűzjáró, Westeros Hét Királyságának jog szerinti uralkodója, a Sárkányok Anyja, Bilincsek Letörője
- Epilógus: Merrett Frey, Lord Walder Frey kilencedik fia

## Magyarul
- Kardok vihara. A Tűz és Jég dalának harmadik könyve; ford. Pétersz Tamás; Alexandra, Pécs, 2004
- Kardok vihara. A Tűz és jég dala ciklus harmadik kötete; ford. Pétersz Tamás; 4. jav. kiad.; Alexandra, Pécs, 2014